# 謂何
《謂何》是一款由Dontnod Entertainment開發並由Xbox遊戲工作室發行在Microsoft Windows與Xbox One平台上的章節性冒險遊戲，總共有三個章節，先後於2020年8月和9月公開，並在之後合併成捆綁版發售。
《謂何》在發行後得到評論家們大致良好的評價，並分別在Gamescom大獎和遊戲大獎上獲提名最佳Microsoft Xbox遊戲和最具影響力遊戲，最終雙雙獲獎。

## 遊戲玩法
在《謂何》中，玩家會與雙胞胎泰勒（Tyler）和艾莉森（Alyson）一起回到其位於阿拉斯加州德洛斯克羅辛（Delos Crossing）的舊屋，試圖了解發生在兩位身上的異象以及他們對此的記憶，之後玩家便要根據自己看過的雙胞胎的過去事件，作出會影響遊戲結果的決定。《謂何》還包含對特林吉特人的探索，並包括幾個特林吉特人角色。
《謂何》的男主角泰勒·羅南（Tyler Ronan）是所有主要工作室製作的遊戲中第一個可玩變性人角色，Dontnod還與GLAAD合作，務求使該角色成為「變性經歷的真實代表」。羅南的配音員奧古斯特·艾登·布萊克（August Aiden Black）本身亦是一位跨性別男性。

## 開發
《謂何》在2019年11月14日於倫敦微軟Xbox活動上首次公開開發中的消息，Dontnod表示鑑於《奇妙人生》被批評其章節上架時間過疏的關係，他們會致力於在2020年中期內發布《謂何》的所有章節。
《謂何》為繼2013年的《記憶駭客》，Dontnod七年來第一款支援其他語言配音的遊戲，但由於2019冠状病毒病疫情的影響，其法語、德語、墨西哥西班牙語和巴西葡萄牙語配音版本的錄音被推遲，因此遊戲僅提供了不同語言的字幕。《謂何》的配音版本後來於2020年10月31日發行。

## 反應
在Metacritic上，PC版的《謂何》根據32條評論獲得74/100分，屬「好壞參半」級別，XONE版則為78/100分（48條評論），屬「大致正面評價」級別。
IGN的珍妮特·加西亞（Janet Garcia）給予《謂何》7/10分，她認為Dontnod塑造出了一個迷人的世界，並講述了一個好故事，但選擇和情節卻無法吸引玩家。GameSpot的的賈斯汀·克拉克（Justin Clark）同樣為《謂何》打出7/10分，他表示該作在構建司空見慣的日常世界時著重細節，其角色也設計得非常全面，尤其在描述跨性別、酷兒和原住民方面表現出色，但遊戲陳舊且基本的玩法難以長時間維持一定的吸引力，劇情亦時常出現拖沓。Game Informer的金伯莉·華倫斯（Kimberley Wallace）則為《謂何》評出略高的7.75/10，她形容泰勒和艾莉森這對雙胞胎之間有著強大且牢固的紐帶，阿拉斯加也為兩人的旅程提供了一個美麗而寧靜的背景，但整個遊戲的故事卻顯得躊躇莫決，面部動畫和對話上的同步也應盡可能花費更多心力去製作。

### 獲得獎項與提名
| 年份 | 獎項         | 類別                   | 結果 | 來源   |
| ---- | ------------ | ---------------------- | ---- | ------ |
| 2020 | Gamescom大獎 | 最佳Microsoft Xbox遊戲 | 獲獎 | [ 17 ] |
| 2020 | 遊戲大獎     | 最具影響力遊戲         | 獲獎 | [ 18 ] |

## 外部連結
- 官方网站
- 互联网电影数据库（IMDb）上《謂何》的资料（英文）